# Zanica
Zanica – miejscowość i gmina we Włoszech, w regionie Lombardia, w prowincji Bergamo.
Według danych na styczeń 2009 gminę zamieszkiwało 7961 osób przy gęstości zaludnienia 543 os./1 km².

## Linki zewnętrzne

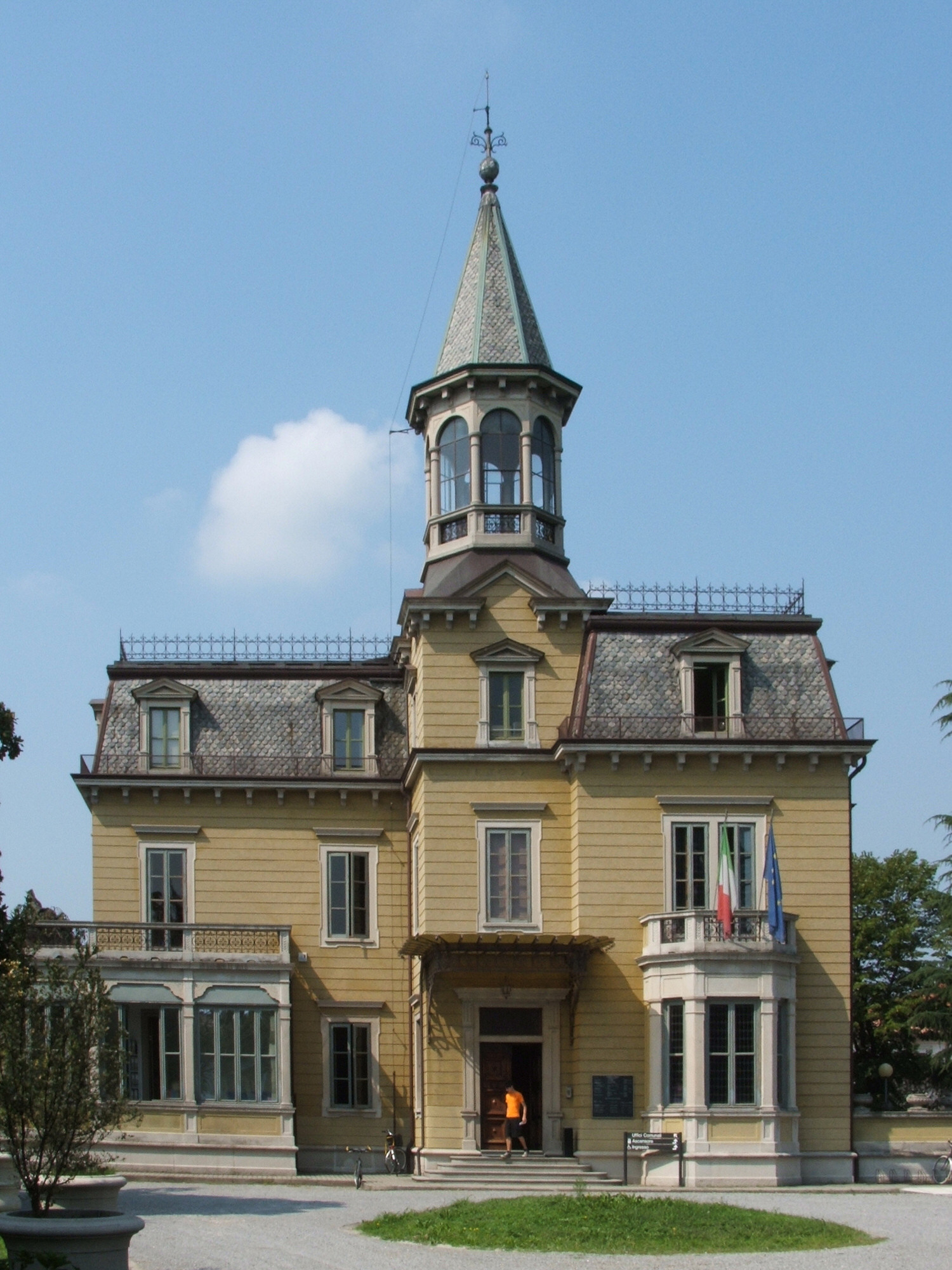
Ratusz w Zanicy